# Vågan
Vågan este o comună din provincia Nordland, Norvegia.